# Охотсько-Евенський національний округ
Охотсько-Евенський національний округ — національний округ у складі Далекосхідного краю РРФСР, існував у 1930–1934 роках. Ім'я національного округу зберігалося в назві Охотської районної газети «Охотсько-Евенська правда».

## Історія
Північно-східне узбережжя Охотського моря, яке увійшло до складу округу, на півдні населяли евенки (тунгуси), на півночі — споріднені з ними евени (ламути). Після входження краю до складу Росії на його узбережжі були споруджені порти для морського сполучення з Якутською областю, до складу якої регіон входив у другій половині ХІХ століття. У 1922–1923 роках регіон контролювався силами антибільшовицької Якутської народної армії та прибулого їм на допомогу білогвардійського десанту з Примор'я. У 1924–1925 на узбережжі відбулося інше антирадянське повстання, яке проголосило утворення незалежної Тунгуської республіки. Радянській владі вдалося домовитися з повстанцями зокрема на умовах приєднання краю до Якутії, чого в результаті зроблено не було.
Округ було створено постановою Президії ВЦВК від 10 грудня 1930 в районі компактного проживання евенів. До складу округу були включені:
- а)  з  Далекосхідного краю Ольський, Охотський і Тугур-Чумиканський райони повністю і Евенська частина Пенжинського району;
- б) з Якутської АРСР територія частини якутської тунгуської смуги, що розташована по лівому березі річки Аллах-Юня, райони річки Нери, притоки Колими по Коркодон включно, верхів'я річок Омолон і Індигірки та їх приток і систему річки Мая[1].

Центр округу спочатку розташовувався в п. Нагаєво (нині м Магадан), потім було перенесено в Охотськ. У 1931 Ольський і Північно-Евенський райони фактично перейшли в управління Дальбуду, офіційно залишаючись у складі національного округу.
Постановою Президії ВЦВК від 22 липня 1934 округ було включено до складу новоствореної Нижньоамурської області Постановою Президії ВЦВК від 15 вересня 1934 округ було скасовано, його райони були безпосередньо підпорядковані Нижньоамурському облвиконкому.

## Карти

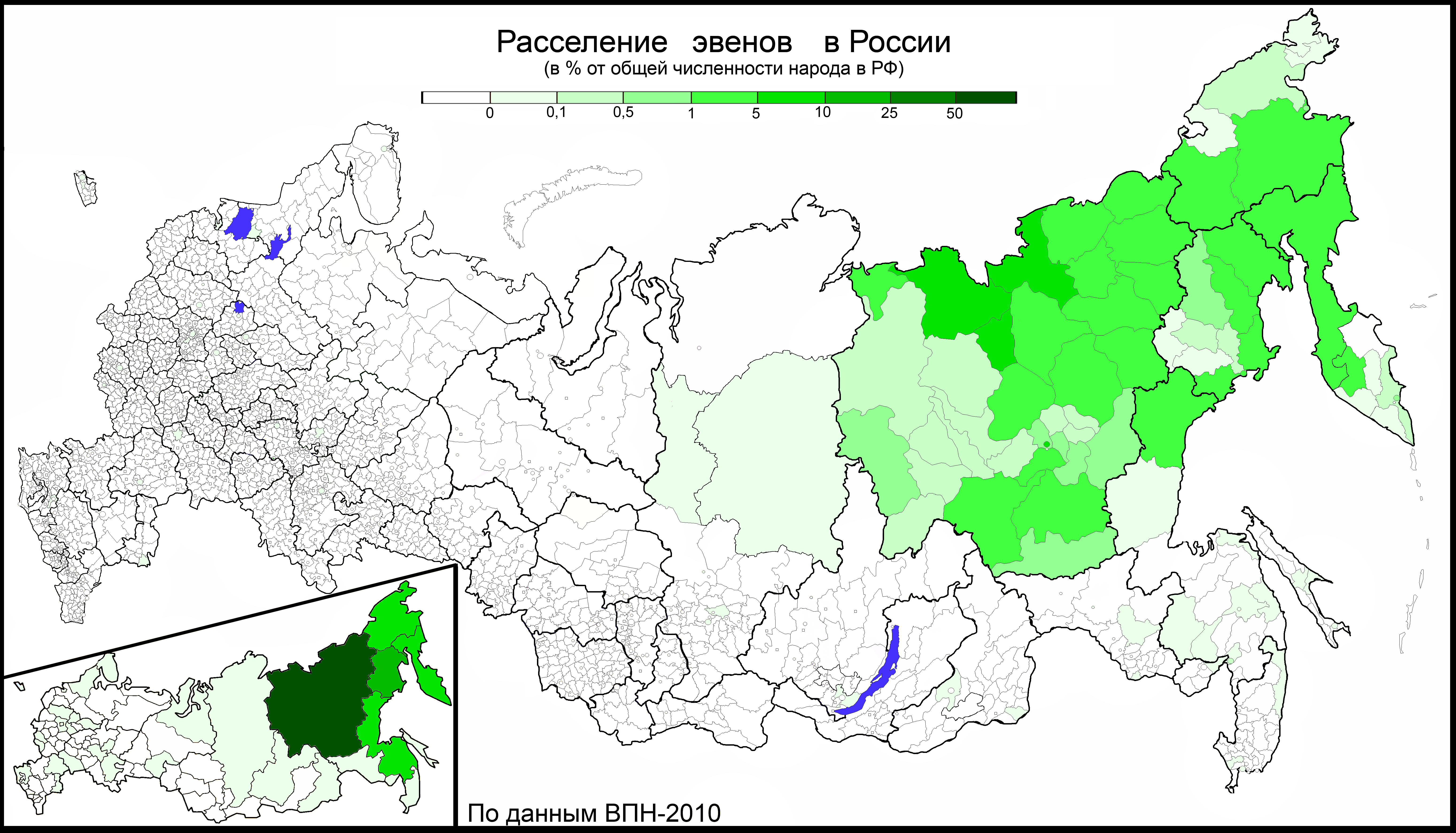
Частка евенського населення району у загальній чисельності евенів в РФ
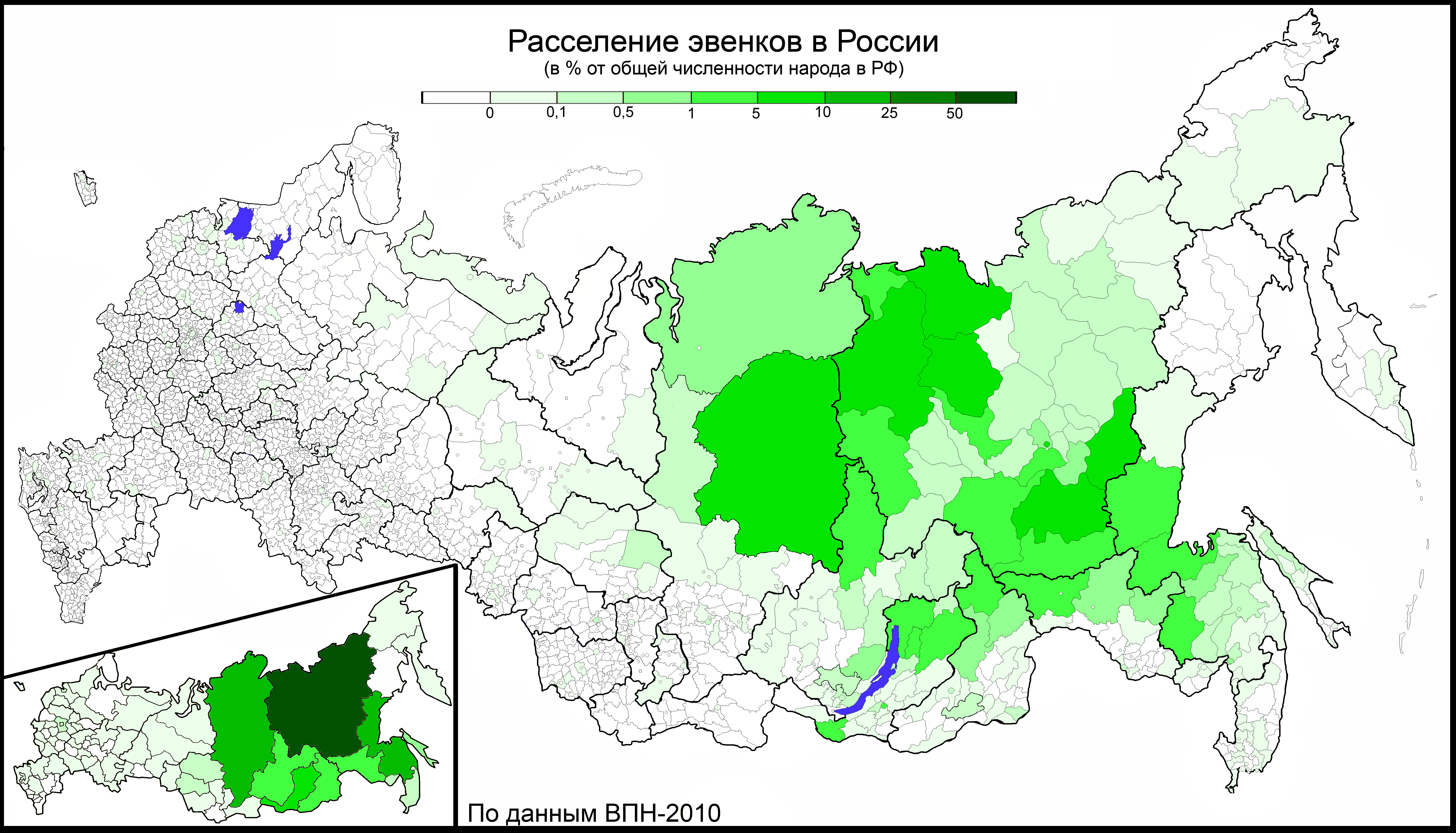
Частка евенкійського населення району у загальній чисельності евенків в РФ
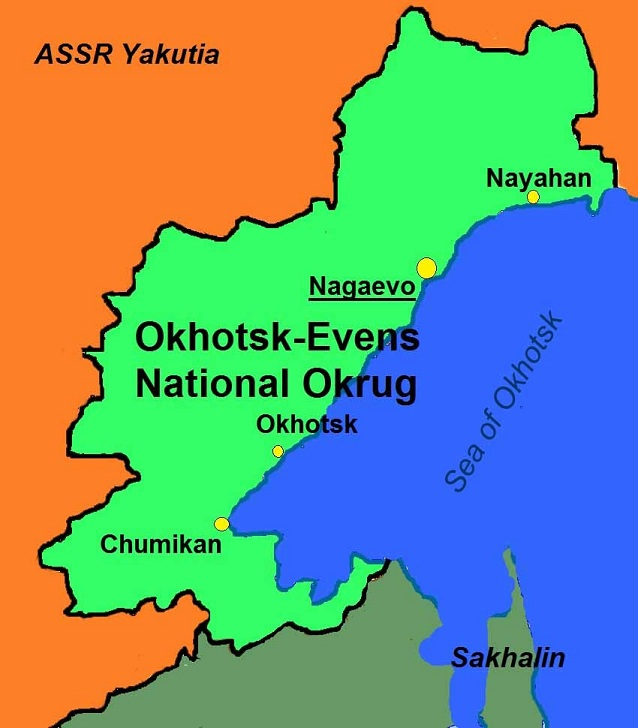
Карта округу
Карта округу
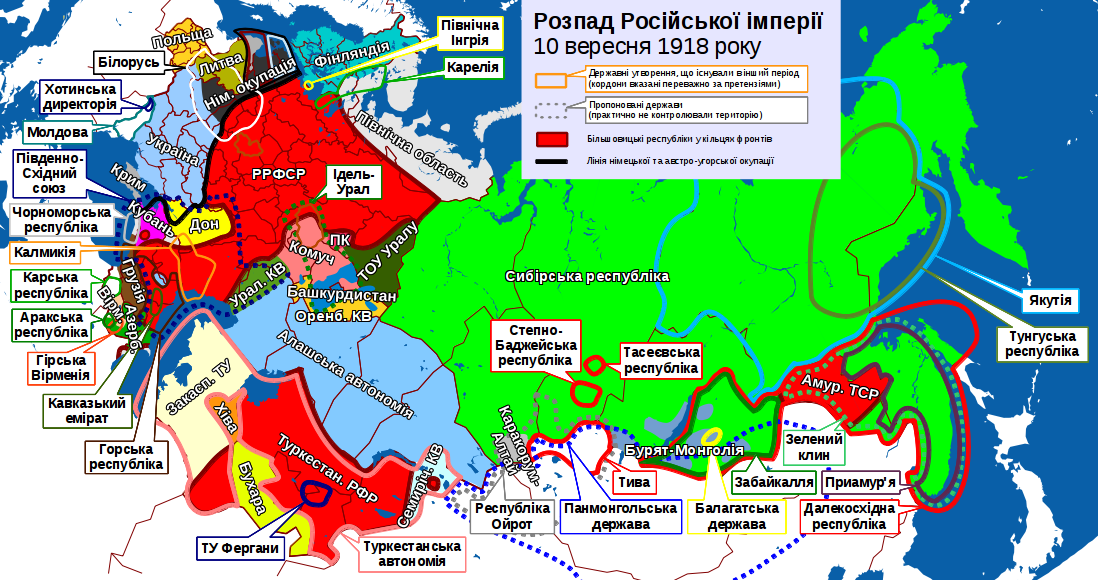
Тунгуська республіка на карті розпаду Російської імперії

## Адміністративний поділ
- Аяно-Майський район,
- Ольський район,
- Охотський район,
- Північно-Евенський район,
- Тугуро-Чумиканський район.

## Ресурси Інтернету
- Энциклопедия Сибири(рос.)